# Giovanni Baptista Ferrari

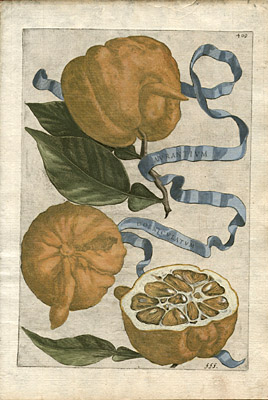
Aurantium corniculatum Handkolorierter Kupferstich aus Hesperides, 1646

Giovanni Baptista Ferrari, auch Giovanni Battista Ferrari (* zwischen 1582 und 1585 in Siena, Großherzogtum Toskana; † 1. Februar 1655 ebenda) war ein italienischer Jesuit und Professor in Rom, Botaniker sowie u. a. Herausgeber illustrierter Pflanzenbücher und eines lateinisch-syrischen Wörterbuches.

## Leben
Giovanni Baptista Ferrari war sprachlich und wissenschaftlich hochbegabt, unterrichtete 21 Jahre lang Hebräisch und sprach und schrieb hervorragend Altgriechisch und Latein. Er war Herausgeber eines lateinisch-syrischen Wörterbuches (Nomenclator syriacus, 1622).
Der Pflanzenliebhaber Ferrari gehörte zum Umkreis des Kardinals Barberini, der einen eigenen Garten mit exotischen Pflanzen besaß (Horti Barberini).
Ferrari selbst gab unter anderem 1632 ein vierbändiges Werk über die Kultivierung von Zierpflanzen (De Florum Cultura) heraus, illustriert mit Kupferstichen (unter anderem von Anna Maria Variana, möglicherweise der ersten berufsmäßigen Kupferstecherin überhaupt). Das erste Buch behandelt die Gestaltung und Pflege des Gartens sowie Gartengeräte. Das zweite Buch gibt Beschreibungen der verschiedenen Blumen, während das dritte Buch die Kultur dieser Blumen behandelt. Das vierte Buch setzt dies fort mit einer Abhandlung über die Verwendung und die Schönheit der Blumenarten, einschließlich ihrer verschiedenen Sorten und Mutationen.
Ein weiteres Werk im Schaffen von Giovanni Baptista Ferrari sind die Hesperides, sive, De Malorum aureorum cultura et usu (Hesperides, oder, die Kultivierung und Nutzung der goldenen Äpfel), 1646 erstmals erschienen. Das Tafelwerk widmet sich den Zitrusfrüchten und ihren vielen Sorten und Variationen. Er beschrieb darin außerdem medizinische Zubereitungen, die auf Zitrusfruchtblüten oder -früchten basierten und bezeichnete Limonen, Zitronen und Granatäpfel als Heilpflanzen gegen Skorbut.
Die Gartenhistorikerin Helena Attlee nennt es ein typisches Produkt der wissenschaftlichen Revolution, die sich in diesem Zeitraum ereignete und die sich von der bis dahin akzeptierte Weltsicht der Antike trennte und die Basis für die moderne Naturwissenschaft legte. Statt auf antiken Texten aufzubauen, nutzte Ferrari die Empirie: Soweit es ihm möglich war, untersuchte er jede Frucht genau, zählte ihre Segmente und Samen, probierte den Saft und hielt Farbe, Textur und Dicke der Haut fest. Unterstützt von seinem Freund Cassiano dal Pozzo, einem der bedeutenden Gelehrten, der mit Wissenschaftlern in ganz Europa korrespondierte, sandte er Fragebogen an Anbauer von Zitrusfrüchten in ganz Italien. Unter den Empfängern waren Fürsten, Kardinäle, Bauern und Gärtner. Es ist vermutlich dal Passaus Verbindungen zu verdanken, dass Ferrari auf seine Fragen auch so zahlreiche Antworten erhielt. Sein Fragebogen verlangte nach Auskunft über den Namen der Pflanze, der Herkunft des Namens, das Aussehen des Baums, der Blätter, der Blüte und der Frucht sowie deren Verwendung. Die Aufgabe stellte sich als gewaltig heraus: Jede Region Italiens, die Zitruspflanzen anbaute, kultivierte häufig ihre eigenen, speziellen Sorten und wo diese Sorten verwendet wurden, unterschied sich ihre Benennung. Ferrari selbst verglich scherzhaft die Schwierigkeiten seiner Aufgabe, ein logisches Taxon der Zitrusfrüchte zu schaffen, mit den Herausforderungen, der sich der antike Sagenheld Herakles bei dem Raub der goldenen Äpfel aus dem Garten der Hesperiden.
In seiner Auswertung teilte Ferrari Zitruspflanzen in strenge Kategorien ein: Zitronatzitronen, Zitronen und Orangen. Die zahlreichen Hybridformen wies er entschieden einer dieser Kategorien zu und er schuf eine weitere Kategorie für besonders auffällig geformte Früchte, der er den Namen frutte che scherzano (Scherzfrüchte) nannte. Die Nomenklatur, die er entwickelte, ist ausgesprochen beschreibend. Eine Sorte nannte er Limon Pomum Adami distortum et digitatum, übersetzt in etwa „Fingrig verformte Adamsapfel-Limone“. Die Bezeichnung wurde tatsächlich zum offiziellen Namen dieser Sorte und war noch lange nach der Entwicklung der heute gebräuchlichen Taxonomie durch den Naturwissenschaftler Carl von Linné im Jahre 1749 gebräuchlich. Trotz seines neuzeitlichen Denkansatzes griff Ferrari jedoch auch auf mittelalterliche Erklärungsansätze zurück, wenn ihm die empirie-basierende Wissenschaft nicht weiterhalf. Die bizarre handförmige Form der Citrus medica var. sarcodactylis, auch Buddhas Hand genannten Zitronatzitrone erklärte er mit Mythen, die an Ovids Metamorphosen erinnern.
Die in Hesperides enthaltenen Stiche stammen von Cornelis Bloemaert II, Claude Goyrand, Johann Friedrich Greuter und Camillo Cungi nach Vorlagen renommierter römischer Maler und Zeichner des Barock (zum Beispiel Pietro da Cortona, Andrea Sacchi, Nicolas Poussin, Pietro Paolo Ubaldini, F. Perier, Francesco Albani, Philippe Gagliard, F. Ramanelli, Guido Reni, Domenico Zampieri und H. Rinaldi). Die Früchte sind in ihrer natürlicher Größe, einmal als ganze Frucht inklusive Blätter und zum anderen aufgeschnitten dargestellt. Die weiteren Tafeln zeigen Herkules, mythologische Szenen, Gartengebäude, Orangerien, Gartenwerkzeuge usw.

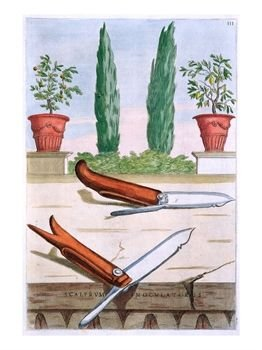
Gärtnermesser, handkoloriert nach einer Illustration in Hesperides, 1646

## Werke
- Hesperides Sive De Malorvm Avreorvm Cvltvra Et Vsv Libri Quatuor. Rom: Scheus; Mascardi, 1646 (mehrere Neuauflagen bzw. Sekundärausgaben)
- De Florum Cultura. Flora Sive Florum Cultura. Rom: Paulinus, 1633 (mehrere Neuauflagen bzw. Sekundärausgaben)
- Orationes. Rom, 1627 (mehrere Neuauflagen bzw. Sekundärausgaben)
- Nomenclator syriacus. Rom: Paulinus, 1622